# 100 VG AnyLAN
100BaseVG, известен още като 100 VG AnyLAN, е Етернет стандарт на преносна среда със скорост на предаване 100 Mbps, използваща четири двойки проводници от UTP кабел, категория 3, 4 или 5. Технологията може да работи с Fast Ethernet и Token Ring. Тази високоскоростна технология за пренос, разработена от Hewlett Packard, може да се направи така, че да работи върху съществуващи 10BaseT Ethernet мрежи. Базира се на стандарта IEEE 802.12.